# Pterolophia bituberculatoides
Pterolophia bituberculatoides là một loài bọ cánh cứng trong họ Cerambycidae.